# Pezsgő

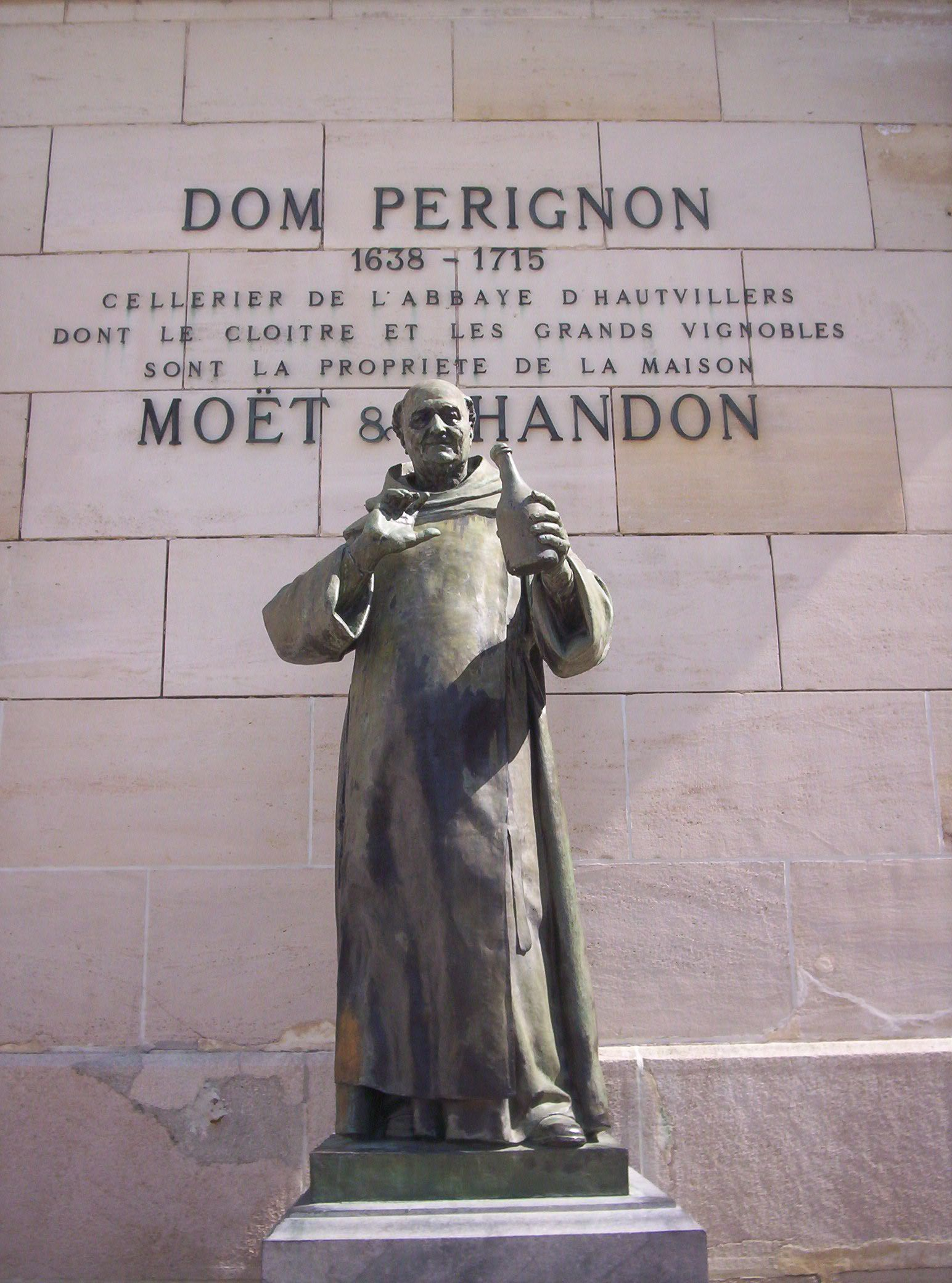
Dom Pérignon a hautvillersi bencés apátság pincevezetőjének szobra

A pezsgő olyan borszármazék, amelynél a bor második érése magában a palackban megy végbe. A házasított (cuvée) pezsgő-alapborokat úgynevezett tirage-likőrrel (élesztő és cukor) vegyítik, amelyek a Méthode traditionelle módszerrel történő palackos (0,75 l) erjesztési folyamat természetes hatására szénsavassá válnak.

## Története

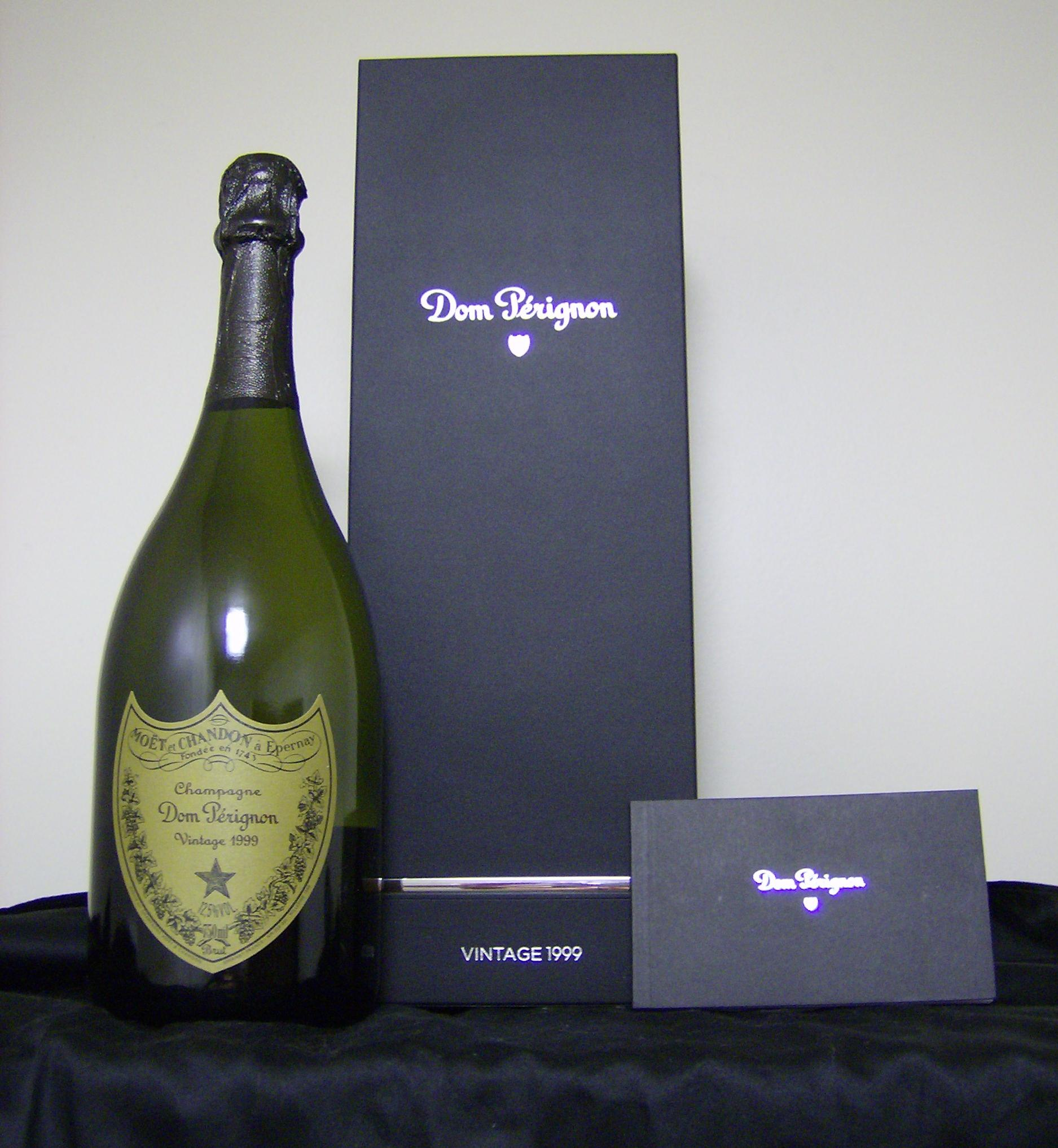
Dom Perignon 1999 pezsgő

A szénsavas bort már régóta ismerték Franciaország Champagne tartományában, hiszen a hűvös éghajlati adottságok következtében az erjedés sokszor csak a szüretet követő év tavaszán fejeződött be, de ez a bor akkoriban selejtnek számított. Az első pezsgőt 1670 – 1715 között Reims közelében, a champagne-i borvidékhez tartozó hautvilliers-i Szent Benedek-rendi apátság pincevezetője dom. Pierre Pérignon készítette, úgy, hogy parafa dugóval zárta le a borosüveget, amelyet viaszba mártott drótkengyellel erősített rá. Sokáig titokban tartották a készítési folyamatot, ennek ellenére azonban a 18. században már sokfelé ismeretes volt, és a 19. században már Európa-szerte készítettek pezsgőt.

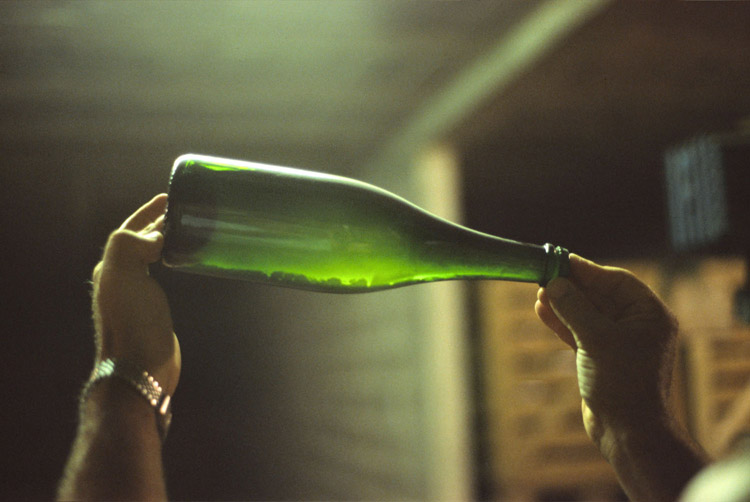
A hagyományosan degorzsálásnak (degorgement) nevezett technológiai lépés során kilövetik a seprőt

A pezsgőkészítés csak a parafadugó 17. századi feltalálása után vált lehetővé. Dom Perignon jól záró, hosszú fadugóval ellátott, vastag falú angol palackban erjedő bort kóstolt. Megfigyelte, hogy a keményfából készült kúp alakú dugó nem zárja jól a benne lévő habzó bort, ezért lecserélte azt egy parafából készültre. Erjedésben lévő bort töltöttek üvegpalackba, ami az erjedés befejeztéig a termelődő szén-dioxiddal együtt a palackban maradt. A tizenöt hónapig tartó finomseprős érlelés után a seprőt úgy távolították el, hogy azt a fejjel lefelé fordított palack nyakából a dugó óvatos megnyitásával kilövették. Ezt nevezik hagyományosan degorzsálásnak (degorgement).
Megjegyzendő, hogy a pezsgőgyártás jelenleg alkalmazott technológiája (az Asti spumante eljárást leszámítva) alapvetően a már kierjedt alapborhoz adott tirázslikőr cukortartalmának az erjedésekor keletkező széndioxid felfogásán és a pezsgővé váló borban történő elnyeletésén alapul. Az expediciós likőr hozzáadása nélkül forgalomba kerülő pezsgőket "nyers" pezsgőnek hívják.

### Magyarországon

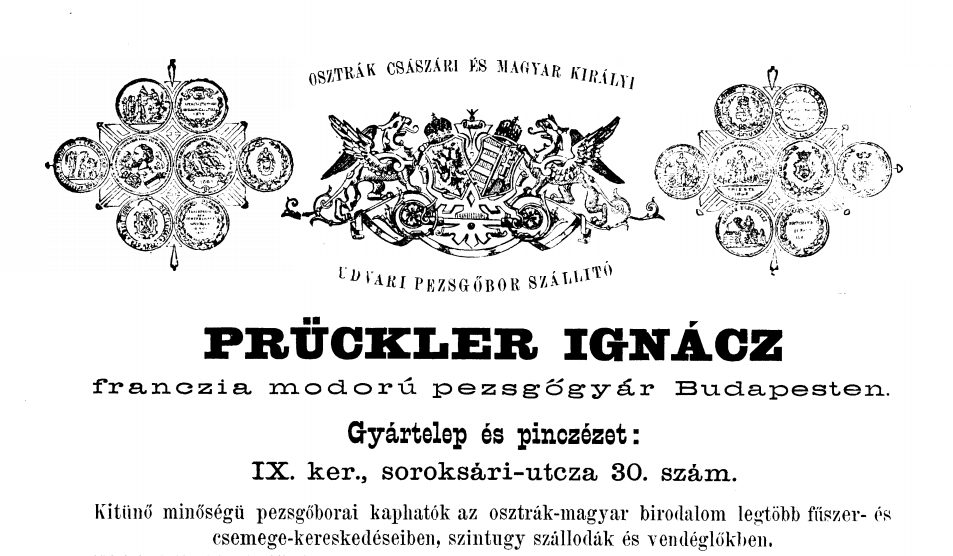
A "Prückler Ignácz Magyarország első rum-, likőr- és pezsgőgyára" reklámja 1886-ból. Az ország első pezsgőgyára, amelyet 1834-ben Prückler Ignác alapított.

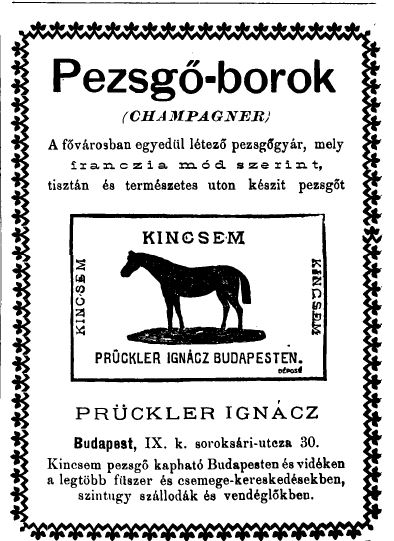
Prückler Ignác pesti pezsgőgyáros "Kincsem" pezsgőjének címkéje (1882).

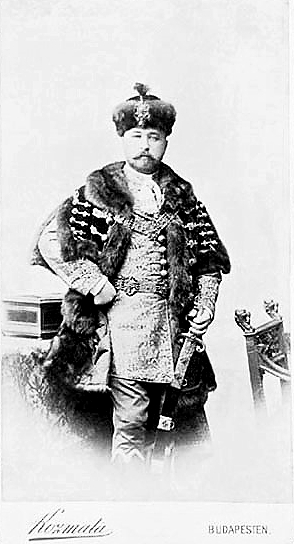
Csantavéri Törley József (1858–1907) pezsgőgyáros, a pezsgőgyártás budafoki meghonosítója.

Az egyik legkorábban ismert, megmaradt nyoma a pezsgő készítéséről Zala vármegyéből származik, Sümeg város környékéből. A dunántúli nemes barkóczi Rosty család sarja, barkóczi Rosty Lajos (1769–1839), nyugalmazott cs. kir. kapitány, sümegi lakos, a franciaországi Champagne vidékén a pezsgő készítését tanulmányozta, majd az 1800-as évek legelején ez irányú kísérleteit már Sümegen folytatta. Sümegen már 1806-ban két pezsgős pince működött: a Rosty és a Bajomi pince.
Pezsgő szavunkat gróf Széchenyi István alkotta, aki a Hitel című munkájában elsőként nevezte a franciák champagne-át pezsgőnek. A magyar pezsgőgyártás bölcsője Pozsony volt. Fischer János bor- és gyarmati áru kereskedő és dr. Schönbauer Mihály orvos, pozsonyi polgárok 1825-ben alapították pezsgőgyárukat az akkori Magyarországon és Franciaországon kívül elsőként. 1831-ben Aigermant Keresztelő János úr pezsgőjét, gyárát a Magyar Királyságba hozták, és azóta biztonságos raktárakkal rendelkeztek, valamint nagy hírnévvel éltek. A vállalkozás termelése 1840-re elérte az évi 10 ezer palackot. Első elismerésüket az 1867-es párizsi világkiállításon aratták, ahol bronz medáliát nyertek pezsgőjükkel. Később a gyár Fischer János fiának, ifjabb Fischer Jánosnak a tulajdonába ment át. Mivel az ő fia, aki katonatisztként szolgált a bécsi udvarnál, már nem akarta a gyárat tovább vinni, így került 1877-ben az osztrák származású Johann E. Hubert tulajdonába.
A másik híres pozsonyi gyár az „Esch és Társa” pezsgőgyár volt, amely a híres „Széchenyi pezsgőt” gyártotta 1835-ben. 1898-ra Magyarországon már nyolc jelentősebb pezsgőgyár működött: Belatiny (Velence), Esch és Tsa (Pozsony), Hölle (Budaörs), Hubert (Pozsony), Littke (Pécs), Törley (Budafok), François (Budafok), Willibald (Nagymaros). A hazai pezsgőtermelés ekkor évi 1,75 millió palackra rúgott.
Az első magyar alapítású pezsgőgyárat, a polgári származású Prückler családból való Prückler Ignác (1809–1876) alapította meg 1834-ben Pesten a "Prückler Ignácz Magyarország első rum-, likőr- és pezsgőgyára" név alatt, a Soroksári utca 30-as (ma: Ráday utca 30-as) szám alatt. Az igen sikeres vállalkozónak az édesapja, Prückler József (1778-1848) pékmester, több bérpalota tulajdonosa, és Pest város választott polgára volt. Prückler Ignác halála után, fia Prückler László (1847-1927), vette át a pezsgőgyár vezetését, aki 1897-ig vezette, amikor a céget átadta társának, Bernardt Gyulának, amikor a sikertelen politikai pályafutása kudarcot vallott és anyagi nehézségei támadtak. A lóversenyek szintén nagy rajongója, Prückler László és bátyja ifjabb Prückler Ignác (1840-1919), olyan pezsgőt gyártott, amelynek a neve Kincsem volt, cimkéjén a híres versenyló rajzával. A Kincsem pezsgőt, amelyet 1880-ban, az „Írók és művészek-társasága" egyik esztergomi kirándulása alkalmából Prückler ajánlott fel, maga Jókai Mór személyesen köszönte és nagy tisztelettel dicsérte meg. 1881. május 19.-kén Rudolf trónörökös határozott kívánságához képest a császár és királyi udvari ebédhez 150 üveg „Kincsem“ pezsgőt rendeltek meg a "Prückler Ignácz budapesti pezsgőgyár"nál. A megrendelés a főudvarmesteri hivatal által történt. Rudolf trónörökös élvezettel ízlelte meg a magyar gyártmányt és arról a legmelegebb elismeréssel nyilatkozott. Annak folytán Prückler újabb megrendelést kapott az udvartól.

## A pezsgő készítése
A pezsgő erősen savas borból készül: a lassú erjedés során hirtelen beálló hőmérséklet-zuhanásnak van kitéve, így az erjedés nem lesz teljes és marad bizonyos mennyiségű cukortartalom. Egy idő után bepalackozzák és melegebb környezetbe helyezik, hogy a borban szunnyadó élesztők a palackban ismét életre keljenek, és újra elkezdjék a cukor elfogyasztását, lebontását. Az erjedési folyamatnál keletkező szén-dioxid-gáznak nincs hová elszöknie, így szétárad a borban mindaddig, amíg a palackot ki nem nyitják.

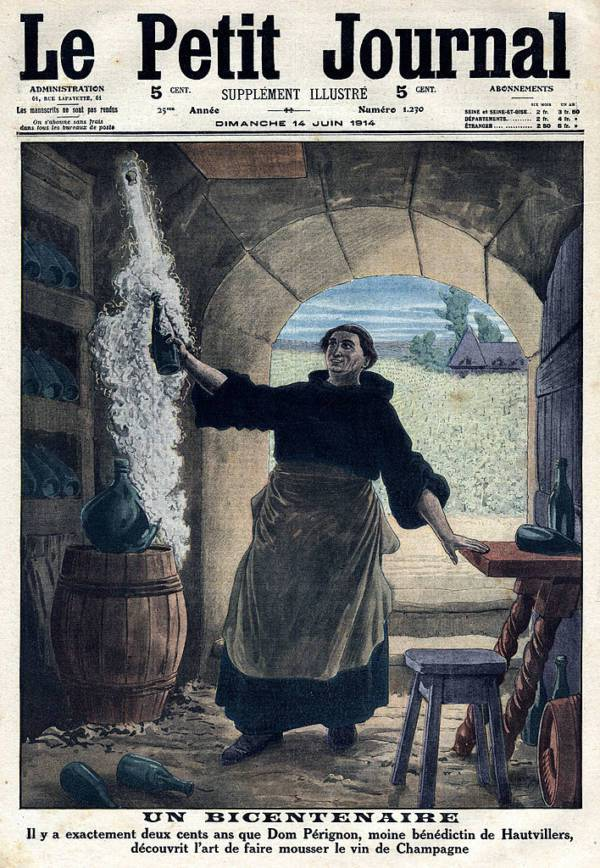
Dom Pérignon volt a tradicionális (Méthode traditionelle) pezsgőkészítés előfutára

Négyféle pezsgő készítési módszer ismeretes:
1. Méthode traditionelle – 0,75 l palackos erjesztés
2. Méthode transvasée – 1,5 l palackos erjesztés hagyományos módon
3. Méthode Charmat, tankban erjesztett vagy tankpezsgő
4. Méthode rurale –  az erjedés végén visszamaradt természetes cukor, palackban történő tovább erjesztése során válik szénsavassá (pl: Pét Nat)

A fentebb ismertetett módszerek bizonyos tekintetben további pontosításra szorulnak. A pezsgők alapborának szánt szőlőket általában a teljes érettségnél korábban szüretelik, amikor a cukortartalmuk a teljes érettségnél alacsonyabb, a savtartalmuk viszont a cukortartalmukhoz képest relatíve magasabb, önmagában fogyasztva egy nem túlzottan harmonikus bort eredményezve ezáltal.
A hagyományos eljárás, a méthode champenoise vagy méthode traditionnelle útján készülnek azok a palackban erjesztett és érlelt pezsgők, amelyeknél a tirázslikőr cukortartalmának másodlagos erjesztése, valamint a seprőn érlelés is ugyanazon palackon belül zajlik le, továbbá a seprődugó kilövetése is a hagyományos degorzsálás útján történik. A pezsgő ezen eljárásnál ugyanabban a palackban kerül kereskedelmi forgalomba, mint amelyikben erjesztették és érlelték. A pezsgőspalackokban keletkező seprőt a rázóállványon történő forgatással és rázással továbbítják a dugó irányába. Ezt követően a palackokat degorzsálják, vagyis a palack nyílásához közel eső kis mennyiségű seprőt és pezsgőt lefagyasztják, majd a keletkezett jégdugót a palackban a másodlagos erjedésnek köszönhetően uralkodó mintegy 6 bar nyomással kilövetik. A degorzsálás során a távozó seprő és pezsgő mennyiségét palackonként az expedíciós likőrrel pótolják, amely különféle ízesítő anyagokat, óbort, konyakot, cukrot is tartalmazhat, de manapság a legelterjedtebben pezsgőalapbort és izocukrot, sucraloze-t tartalmaz. A méthode champenoise és a méthode traditionnelle közötti különbség technológiailag nem, csupán a földrajzi árujelzőkben jelent különbséget, ugyanis a francia termelők eredményes lobbitevékenységének köszönhetően az előbbi eljárást manapság már egyre inkább csak a Champagne tartományból származó pezsgők esetében lehet feltüntetni a pezsgők csomagolásán. A hazai kínálatban a hagyományos eljárással készülnek például Törley felső kategóriás pezsgői, valamint a François pezsgők.

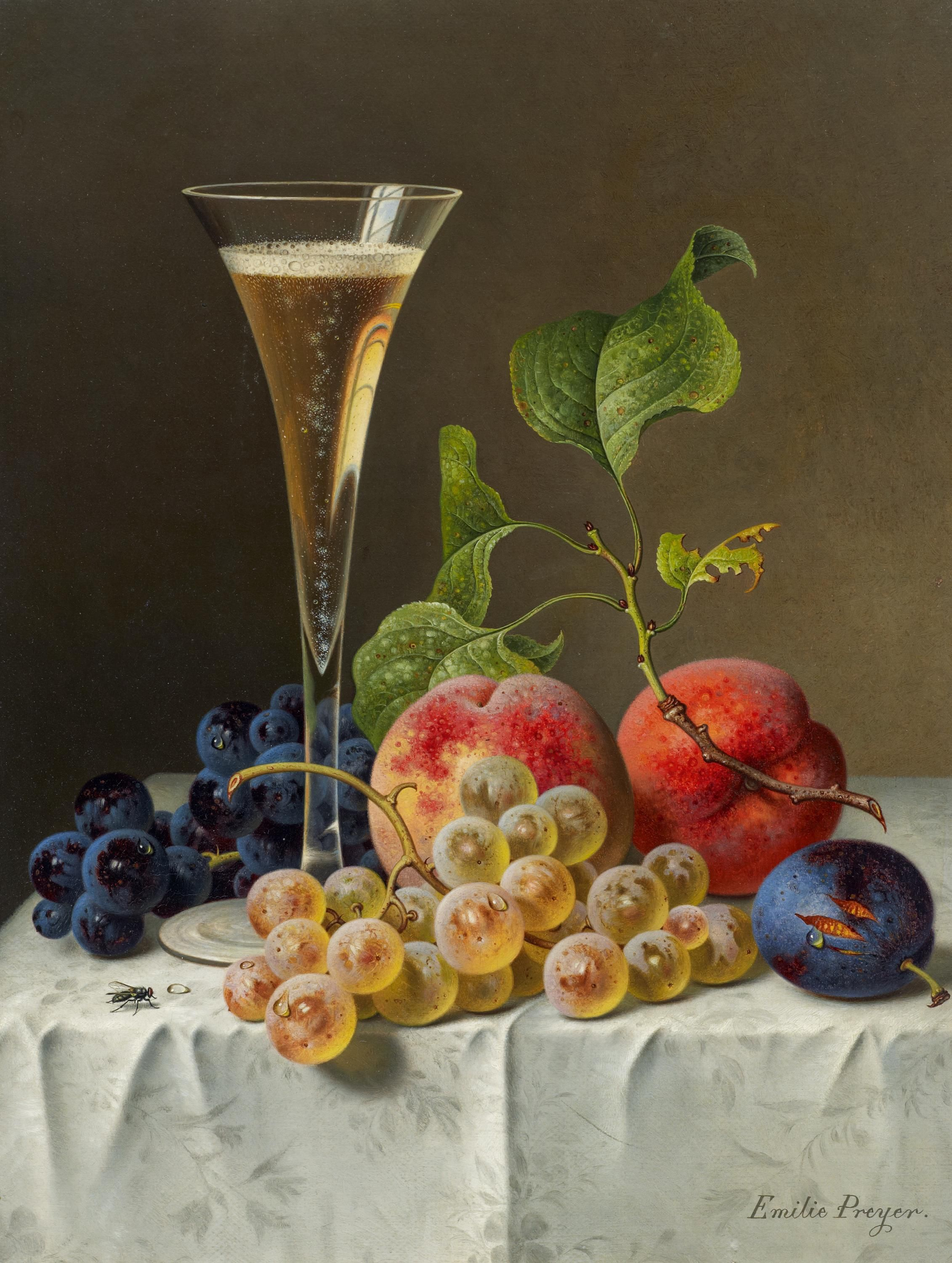
Emilie Preyer: Csendélet pezsgőspohárral, festmény 1900 körül

A hagyományos eljáráshoz részben hasonló az angolszász nyelvterületen transfer method, hazánkban transzvázé (méthode transvasée) eljárás néven ismert módszer (gyakran hívják klasszikus eljárásnak is), amelynek során a tirázslikőrözés utáni másodlagos erjedés ugyancsak palackban zajlik le, azonban ezek a palackok 1,5 literes magnumpalackok, amelyekből a kierjedt pezsgőt a megkívánt érési idő után nyomástartó tartályokba transzferálják, széndioxid tartalmát megőrzik, a seprőt pedig a hagyományos degorzsálással szemben szűréssel távolítják el a pezsgőből. Az így nyert tiszta pezsgőt szükség szerint likőrözik az expedíciós likőrrel, majd a kereskedelmi palackokba palackozzák. Az erjesztésnek teret adó magnum palackok újbóli felhasználásra kerülnek. A transzvázé eljárás kevésbé munkaigényes, és így némileg olcsóbb a hagyományos eljárásnál, a nagyüzemi előállítás szempontjai szerinti további előnye, hogy lehetővé teszi a hagyományos eljárásnál egyenletesebb minőségű pezsgő előállítását, kiküszöbölve az egyedi palackokban történő erjesztés természetes ingadozásait. A hazai kínálatban jól ismert képviselői például – a teljesség igénye nélkül – a Hungária pezsgőcsalád tagjai, a Cezar pincészet Cezar és Henry pezsgői, valamint a Törley középkategóriás, palackban erjesztett pezsgői.
A "hétköznapi pezsgőfogyasztó" poharába leggyakrabban tankpezsgő kerül, vagyis a Metodo Charmat-Martinotti vagy Metodo Italiano szerint készült pezsgő, ahol a pezsgőre jellemző szénsavasságot eredményező másodlagos erjedés nem a palackban megy végbe, hanem nyomásálló rozsdamentes acéltartályokban. A fenti eljárással készül a kereskedelmi forgalomba kerülő pezsgők legnagyobb része.
A fenti három módszertől némileg különbözik a spumantepezsgők előállítási módja, az Asti spumante módszer, ahol a pezsgők alapanyaga nem kész alapbor, hanem must.
Lényegileg különbözik a fenti eljárásoktól a habzóborok vagy gyöngyözőborok előállítása, ezek ugyanis egyszerű szaturálással, vagyis kész borban történő szén-dioxid elnyeletéssel készülnek, előállításuk lényegesen kevésbé munkaigényes a pezsgőénél.

## Cukortartalom jelölése
- Brut nature
- Extra brut
- Brut
- Különlegesen száraz
- Száraz
- Félszáraz[18]

## Pezsgőíz-elnevezések
- „brut nature”, „naturherb”, „bruto natural”, „pas dosé”, „dosage zéro”, „dosaggio zero”: a cukortartalom kevesebb mint 3 g/l (a másodlagos erjesztéshez egyáltalán nem adható cukor)
- „extra brut”, „extra herb”, „extra bruto”: 0-6 g/l
- „brut”, „herb”, „bruto”: kevesebb mint 12 g/l
- „extra dry”, „extra trocken”, „extra seco”: 12-17 g/l
- „sec”, „trocken”, „secco”, "dry", „asciutto”, 17-32 g/l
- „demi sec”, halbtrocken", „medium dry”: 32-50 g/l
- „doux”, „mild”, „dolce”, „sweet”, „dulce”, „doce”: több mint 50 g/l

Más, az üvegen jelzett pezsgő-tulajdonságok: Crémant olyan csökkentett habzású italra utal, amely jól őrzi az pezsgő-alapbor ízeit, a Blanc de blancs fehér szőlőből készült fehér, míg a Blanc de noirs színes szőlőből készült fehér pezsgőt jelöl.